# Bratislavsko-brněnská operace
Bratislavsko-brněnská operace byla ofenzívou Rudé armády na západním Slovensku a jižní Moravě ke konci druhé světové války.
Počátkem roku 1945 se přiblížila sovětská vojska k území Moravy ze tří stran. 12. ledna zahájila Rudá armáda mohutnou ofenzívu – Viselsko-oderskou operací, při níž Sověti postupovali rychlým tempem k Odře. 18. ledna provedli Němci útok na Sověty obklíčenou Budapešť, ovšem po těžkých bojích bylo hlavní město Maďarska 13. února Sověty dobyto. 16. března 1945 vojska 2. a 3. ukrajinského frontu zahájila ofenzívu směrem na Vídeň, přičemž na rakouské území vstoupila Rudá armáda 30. března. Dne 4. dubna 1945 byla těmito jednotkami Rudé armády osvobozena i Bratislava.
Sovětské a československé jednotky, které se probíjely Slovenskem, bojovaly na přelomu března a dubna 1945 o Liptovský Mikuláš. Strategickým záměrem Rudé armády bylo, že 2. ukrajinský front pod velením maršála Rodiona Malinovského zaútočí na Brno a odtud bude pokračovat na Vyškov, Prostějov a Olomouc. Ze severní strany měl 4. ukrajinský front generála Andreje Jeremenka osvobodit Ostravu a pokračovat k Olomouci, kde mělo dojít k uzavření kleští a obklíčení německých jednotek, které se nacházely na západním Slovensku a v oblasti moravsko-slovenského pomezí.

## Osvobození jihozápadního Slovenska

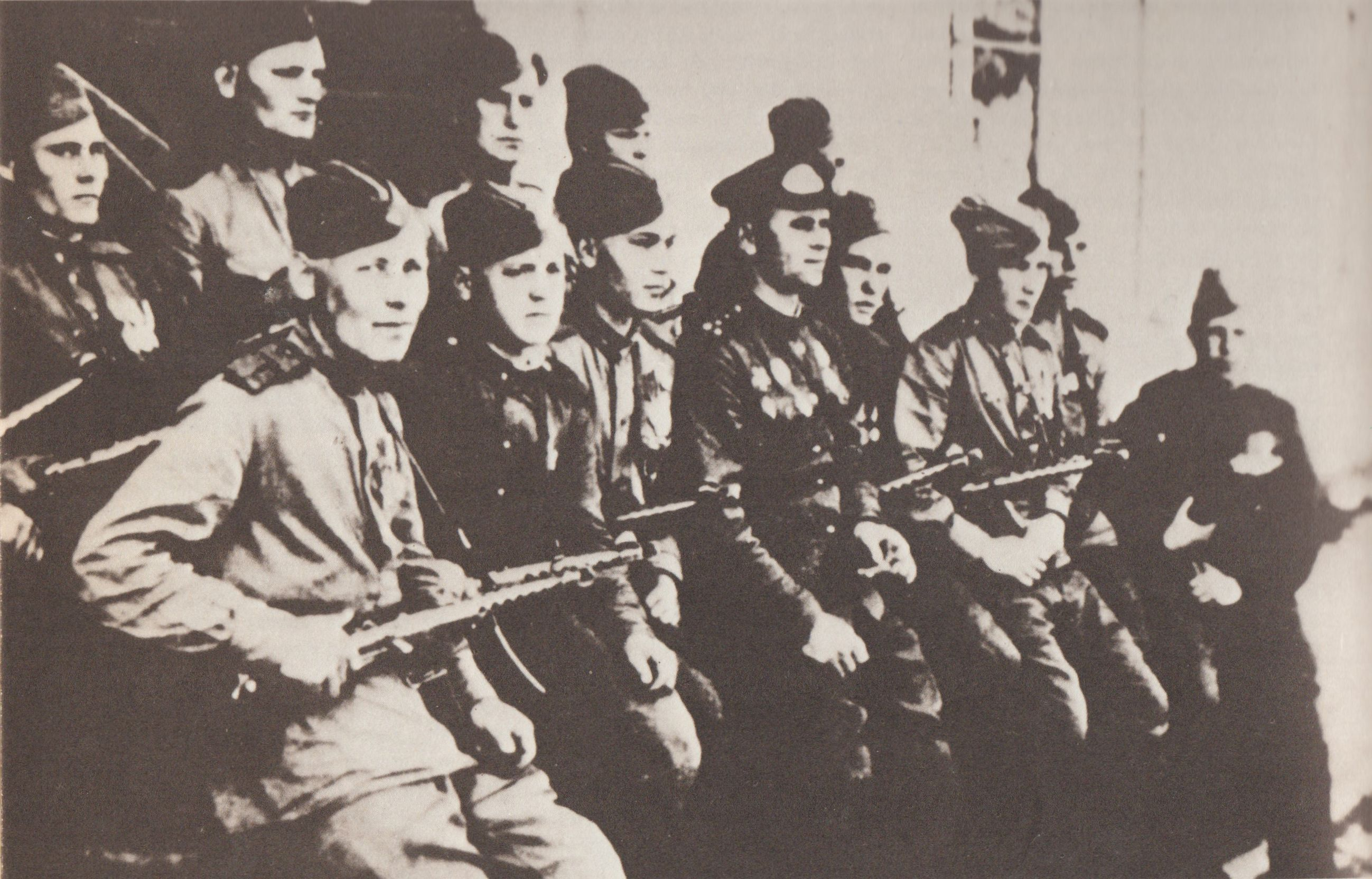
Skupina Dunajské flotily Červené armády po osvobození Komárna, duben 1944

7. gardová armáda na začátku ofenzivy v překvapivém nočním útoku prorazila obranu německé 153. a 357. pěší divize na řece Hron. Přelom měl šířku 17 kilometrů a do dvou dnů armáda postoupila asi 35 kilometrů na západ do Nových Zámků. Těmto jednotkám pomáhaly lodě Sovětské dunajské flotily pod velením kontradmirála Cholosťakova a příslušníci 83. samostatné brigády námořní pěchoty. K urychlení postupu nařídil maršál Malinovskij, aby lodě Sovětské dunajské flotily mezi obcemi Moča a Radvaň nad Dunajem vysadily na slovenský břeh Dunaje v týlu nepřítele 83. brigádu námořní pěchoty a pomohly tak prorazit obranu nepřítele. 29. března, kdy jednotky Rudé armády dobyly v Maďarsku Komárem (se součástí Komárna) a na Slovensku Nové Zámky. Potom se 7. gardová armáda rychle řítila přes Podunajskou nížinu směrem do Bratislavy. Postup 53. armády na středním Slovensku byl díky kopcovitému terénu pomalejší a pohyb 40. armády v horách byl ještě pomalejší. 26. března 1945 však rumunská 4. armáda osvobodila Banskou Bystrici, centrum Slovenského národního povstání, poraženou v předchozím roce. 2. dubna začala bitva o Bratislavu, když sovětské jednotky dobyly letiště ve Vajnorech. Prezident Tiso a vláda Slovenského státu již opustili hlavní město a do 5. dubna našli azyl v rakouském klášteře Kremsmünster. Obranu Bratislavy tvořily jednotky německé 6. armády a maďarské 3. armády. V noci 3. dubna Němci zničili všechny hlavní mosty přes Dunaj. S podporou 27. tankové brigády a Dunajské flotily vytlačili sovětští vojáci 23. střeleckého sboru a 25. gardového střeleckého sboru (obě součásti 7. gardové armády) německá vojska z města. Bratislavu osvobodili večer 4. dubna ve druhém týdnu operace. Městské části na jižním břehu Dunaje obsadila druhý den 46. armáda. I tato armáda byla součástí 2. ukrajinského frontu, ale protože bojovala na druhém břehu Dunaje, většinu času se účastnila vídeňské operace spolu s 3. ukrajinským frontem. K osvobození Bratislavy přispěla 46. armáda svým 10. gardovým střeleckým sborem. Československá vláda a prezident se pak 8. května přestěhovali do Bratislavy.

## Směr útoku – jižní Morava

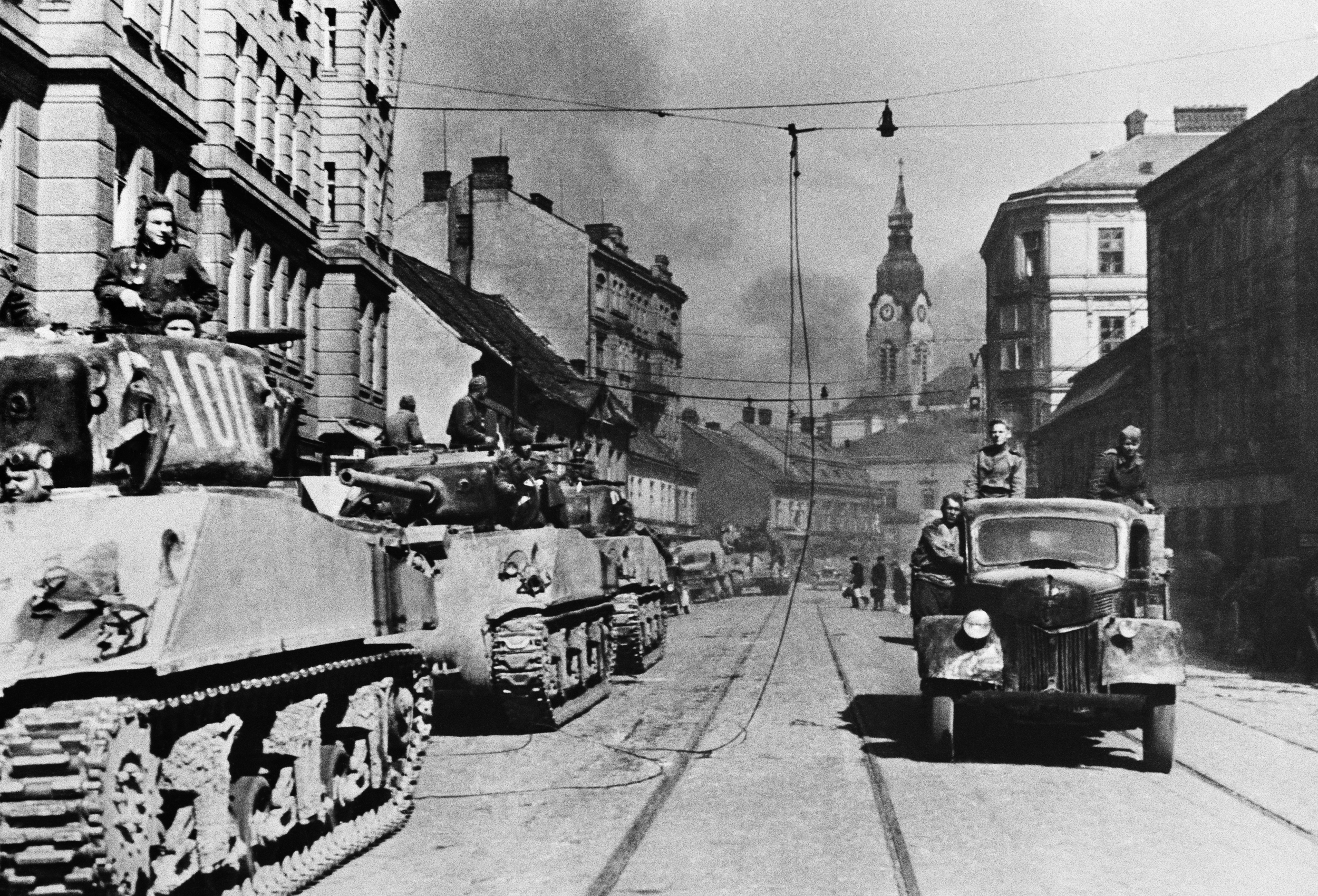
Sovětské tanky americké výroby M4 Sherman v Křenové ulici v Brně v dubnu 1945

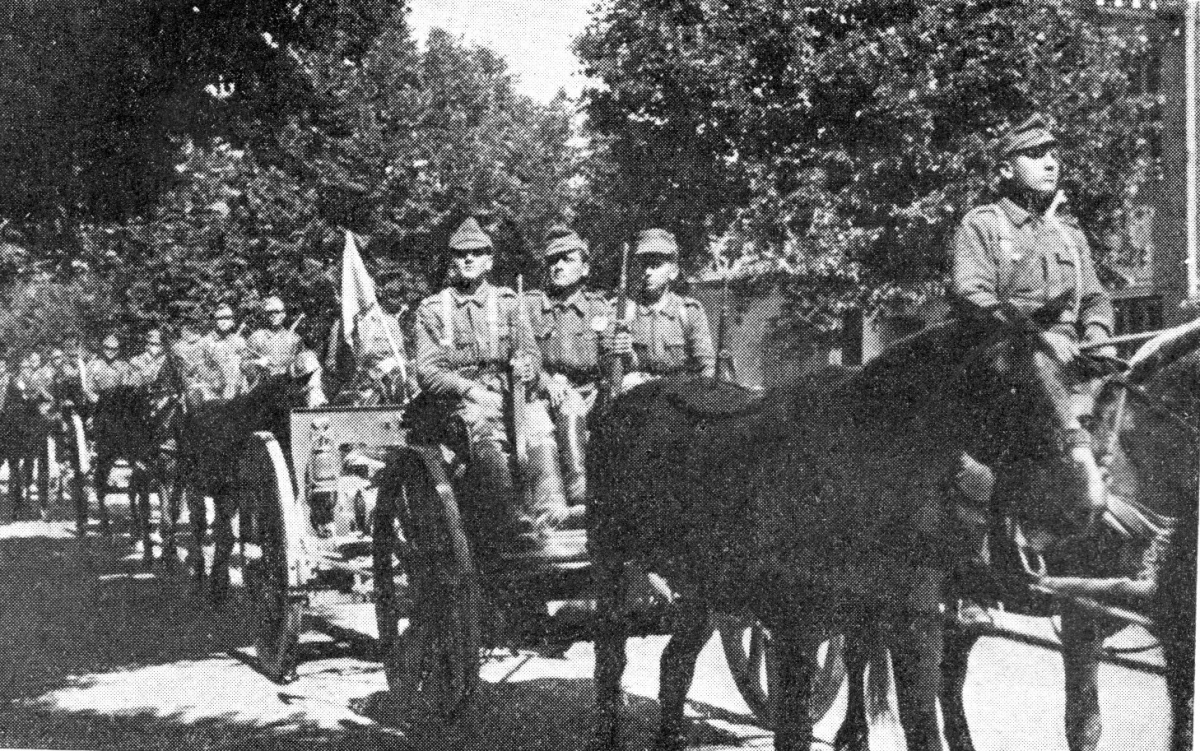
Rumunské dělostřelectvo v Boskovicích v květnu 1945

Útok na jižní Moravu, nazvaný jako Bratislavsko-brněnská operace, byl zahájen 25. března 1945, kdy byla překročena řeka Hron a likvidován odpor Němců severně i jižně od Dunaje. Na straně sovětské bylo zhruba 359 000 vojáků, 7860 děl a minometů, 365 tanků a samohybných děl a 637 letadel, na straně německé zhruba 250 000 vojáků (včetně zbytků maďarské armády), 2150 děl a minometů, 120 tanků a samohybných děl a 150 letadel. Brněnská část operace byla zahájena 5. dubna 1945. Dne 7. dubna se jednotkám Rudé armády podařilo obsadit most přes řeku Moravu v slovenské obci Brodské, jihovýchodně od Lanžhota. Tvrdé boje o Lanžhot probíhaly až do 11. dubna, kdy bylo toto město osvobozeno. Z Brodského byl Lanžhot silně ostřelován z kaťuší. Následující den zahájily sovětské jednotky útok na Hodonín a poté pokračovaly ve směru Velké Bílovice, kde probíhaly další urputné boje. Ve dnech 15. – 22. dubna se německým vojskům podařilo se zachytit na čáře Těšany–Moutnice–Blučina–Hajany–Ořechov–Ivančice. Bránící se německé jednotky byly posilovány dalšími vojsky, které se podařilo stáhnout od Vídně, jež byla v té době již též obsazená Rudou armádou. Další tvrdé boje pokračovaly v okolí Šitbořic a Ořechova (bitva u Ořechova), přičemž docházelo k dalším německým protiútokům. Dne 21. dubna vyrazil 48. gardový jezdecký pluk Rudé armády směrem k Ivančicím, aby přeťal německým vojskům ústupovou cestu z Brna na Jihlavu. Téhož dne stály jednotky Rudé armády z jižního a jihozápadního směru již 7–10 km od Brna. Město bránily kromě jednotek Wehrmachtu a Waffen SS i jednotky volkssturmu, které byly v této oblasti početné díky místní německé menšině.
V noci z 22. na 23. duben začal letecký útok na Brno, 23. dubna přešla sovětská vojska, která byla posílena o 6. gardovou tankovou armádu, jež dorazila od Vídně, do rozhodného útoku. 24. dubna byly osvobozeny obce v těsné blízkosti jižně od Brna, 25. dubna vnikla Rudá armáda do brněnských předměstí. Město Brno bylo osvobozeno 26. dubna 1945. Útok však dále pokračoval, protože severní předměstí a vesnice v těsné blízkosti severní části Brna byly v držení Němců. Dále se rozvíjely útoky i v dalších směrech, kterých se účastnila i vojska 1. a 4. rumunské armády. Rumuni útočili zejména v oblasti kolem řeky Moravy, v okolí Veselí nad Moravou či Kyjova, koncem dubna pronásledovali ustupující Němce ve směrech Kyjov – Koryčany – Zdounky a Polešovice – Halenkovice – Otrokovice. Do konce 30. dubna dosáhla 1. rumunská armáda prostorů jižně od Starého Města, severně Stupavy a Koryčan a jižně Bučovic. Součinnost sovětských a rumunských vojsk se dále rozvíjela, pokračovaly útoky ve směrech na Znojmo, Rosice, Tišnov, Vyškov, Prostějov, Kroměříž, Kojetín a Zlín. V hornatých oblastech, a to zejména v Beskydech, Hostýnských vrších, Vizovických vrších, Bílých Karpatech, Chřibech, Javorníkách a na Českomoravské a Drahanské vrchovině pomáhaly útočícím vojskům partyzánské oddíly, které přecházely do otevřeného boje s německými jednotkami a které rozkládaly německé zázemí a vojenskou infrastrukturu. Partyzáni se též podíleli v některých případech na překažení německého plánu ARLZ, když zabránili zničení některých průmyslových podniků či uhelných šachet.

## Situace v květnu

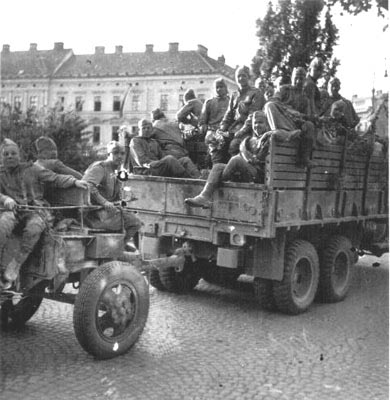
Rudá armáda ve Znojmě

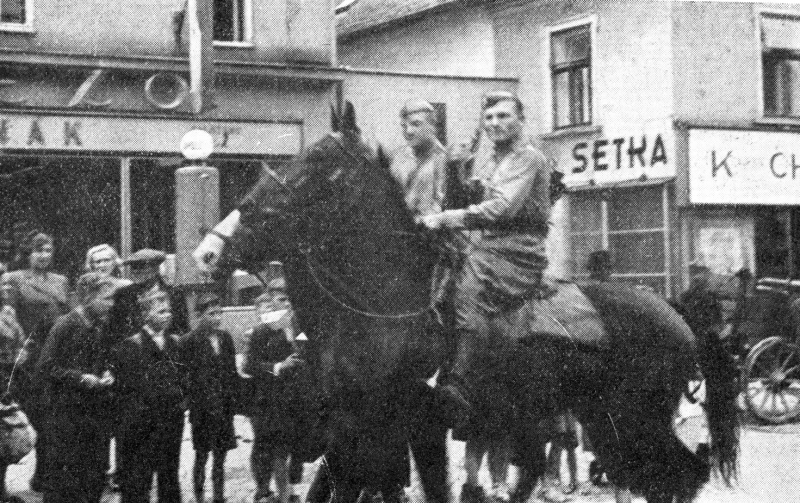
Sovětští vojáci v Boskovicích

Na počátku května dále probíhaly tvrdé boje na území Moravy, přičemž do 5. května došlo k vytvoření téměř souvislé fronty. Na severu útočila vojska 4. ukrajinského frontu doplněná o jednotky 1. československého armádního sboru, které pokračovaly v Ostravsko-opavské operaci. Na střední část fronty pronikly další jednotky 1. čs. armádního sboru ze Slovenska od Žiliny směrem na Vsetín. Útoky pokračovaly i v oblasti Hané a Vyškovské brány, avšak k dalšímu postupu na západ zabránila Drahanská vrchovina, jejíž úpatí bylo silně vojensky opevněno. V tomto prostoru zřídili Němci za války rozlehlou vojenskou střelnici, přičemž došlo k násilnému vystěhování 33 obcí a tato oblast nyní sloužila jako pevnost, do níž byl postup Rudé armády a rumunských vojsk prakticky až do 8. května zastaven.
V období začátku května byl vydán další rozkaz, a tím byla priorita postupu na Plzeň, České Budějovice a Prahu, který se měl uskutečnit v rámci Pražské operace. Útok sovětských vojsk před Prostějovem byl téměř přerušen a dne 7. května v ranních hodinách začal útok v pásu od Brna k jižní hranici republiky směrem na západ průlomem jedné vševojskové armády 2. ukrajinského frontu jižně od Brna. Tvrdé boje trvaly celý den a 8. května začala Rudá armáda útočit na německá vojska ve směru Moravský Krumlov, Třebíč, Jihlava, Znojmo a Dačice. V noci ze dne 8. na 9. květen, kdy vešla v platnost bezpodmínečná kapitulace Německa, dle jejichž podmínek se měla německá vojska vzdát těm jednotkám spojenců, s nimiž byla v kontaktu, začal úprk německých jednotek na západ do amerického zajetí. 9. května 1945 tak prakticky došlo k pronásledování německých jednotek a k osvobození zbývajícího území Moravy a Čech od německé okupace.